# 郵便将棋
郵便将棋（ゆうびんしょうぎ）とは将棋の遊び方の一つである。

## 概要
郵便将棋とは言葉の通り、将棋の対局者同士が次の一手を記した紙を入れた封筒（もしくはハガキ）を交互に郵便で送りあうことで対局する将棋のことである。一局戦うのに数ヶ月かかるので、気長に将棋を楽しむことができ、またじっくり長考することができる。棋士の一局の平均手数は約111手であるから、郵便将棋においては一局終えるのに（一枚50円のハガキの場合）大体5000円以上かかる。多くの郵便将棋愛好者は何局か掛け持ちして戦っている。郵便将棋と同様のものに郵便碁がある。
20世紀末以降インターネットやケータイにおける電子メールが広まったことから、メール将棋やインターネット掲示板を利用するボード将棋なるものも登場した。こちらは高額のハガキ代がかからず、ナローバンドでも容易という利点があった。また、ファクシミリが無い時代の新聞の将棋欄は電話連絡で作られていた。